# 가미요시다촌 (사이타마현)
가미요시다촌(上吉田村)은 사이타마현 지치부군에 설치되었던 촌이다. 현재의 지치부시에 해당한다.